# Ava (Illinois)
Ava es una ciudad ubicada en el condado de Jackson en el estado estadounidense de Illinois. En el Censo de 2010 tenía una población de 662 habitantes y una densidad poblacional de 240 personas por km².

## Geografía
Ava se encuentra ubicada en las coordenadas 37°53′22″N 89°29′47″O / 37.88944, -89.49639. 

## Demografía
Según la Oficina del Censo en 2000 los ingresos medios por hogar en la localidad eran de $24,75, y los ingresos medios por familia eran $36,36. Los hombres tenían unos ingresos medios de $32,34 frente a los $22,50 para las mujeres. La renta per cápita para la localidad era de $16,32. Alrededor del 14,4 de la población estaban por debajo del umbral de pobreza.